# Shrines of Paralysis
Shrines of Paralysis è il quinto album in studio del gruppo musicale Ulcerate, pubblicato il 2016.

## Tracce
1. Abrogation – 5:51
2. Yield to Naught – 7:44
3. There Are No Saviours – 8:05
4. Shrines of Paralysis – 9:25
5. Bow to Spite – 1:55
6. Chasm of Fire – 8:08
7. Extinguished Light – 8:43
8. End the Hope – 7:53

Durata totale: 57:44

## Formazione
- Paul Kelland - voce, basso
- Michael Hoggard - chitarra
- Jamie Saint Merat - batteria